# Mnichov (Vrbno pod Pradědem)

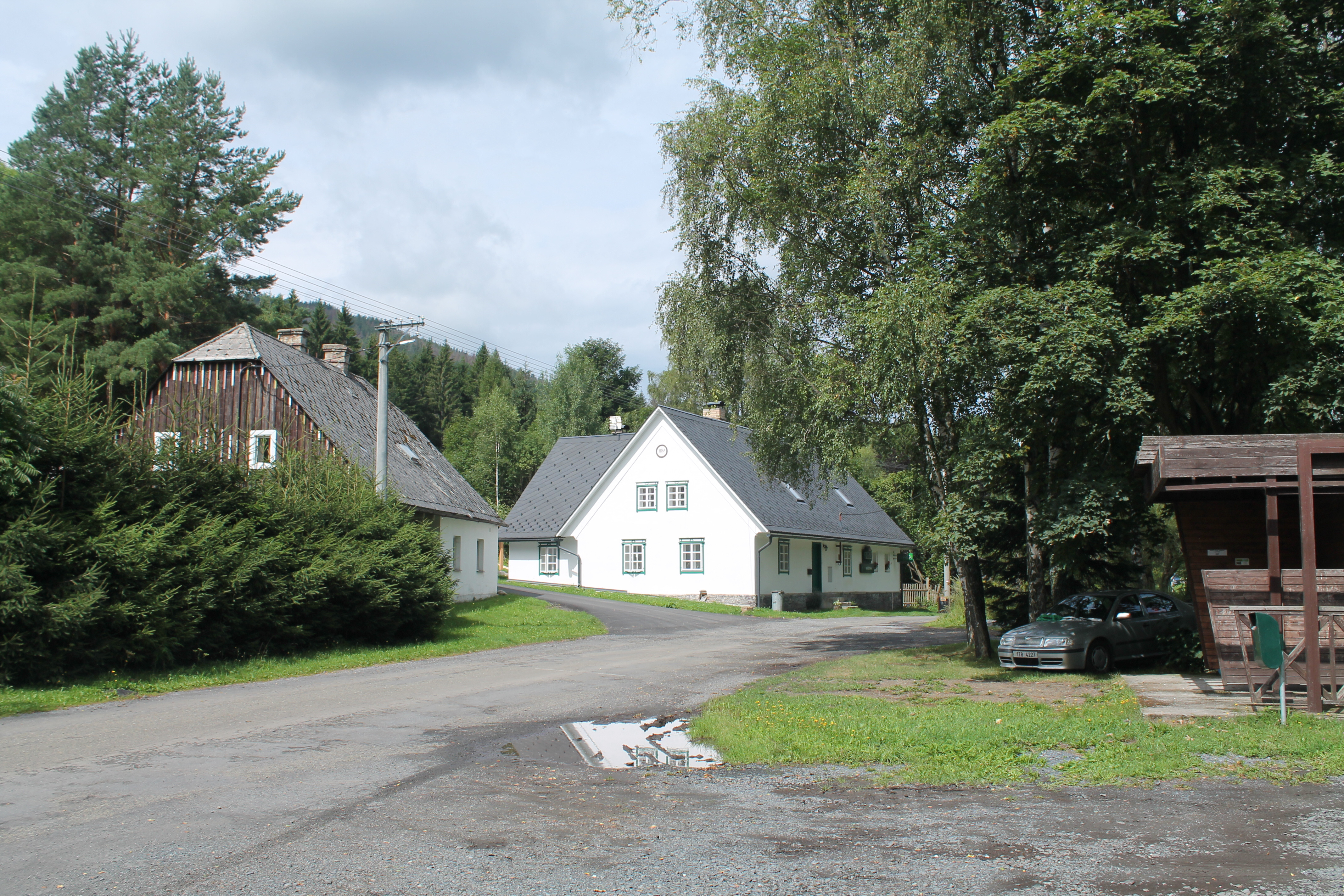
Häuser am oberen Ortsende

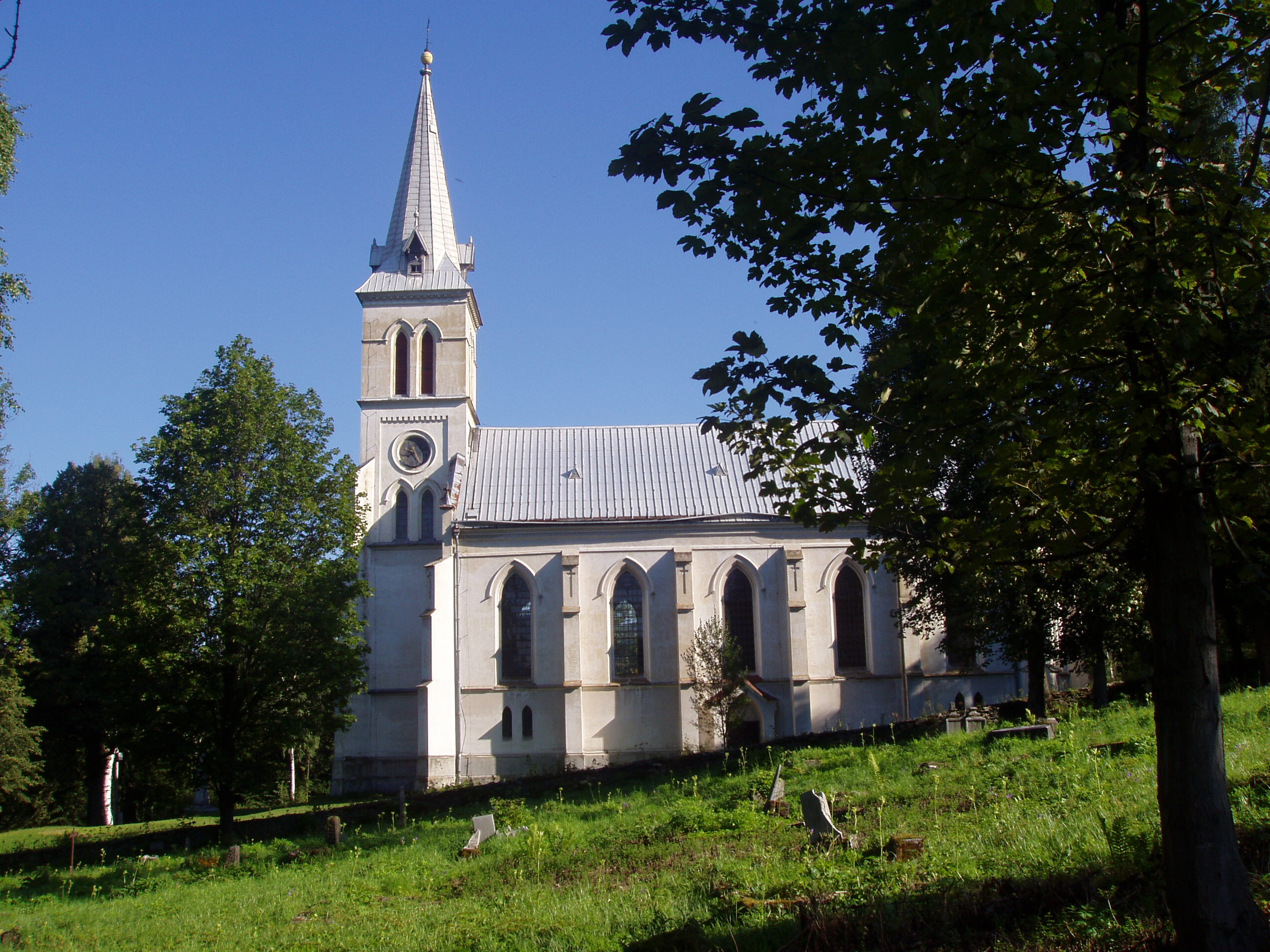
Kirche Mariä Heimsuchung

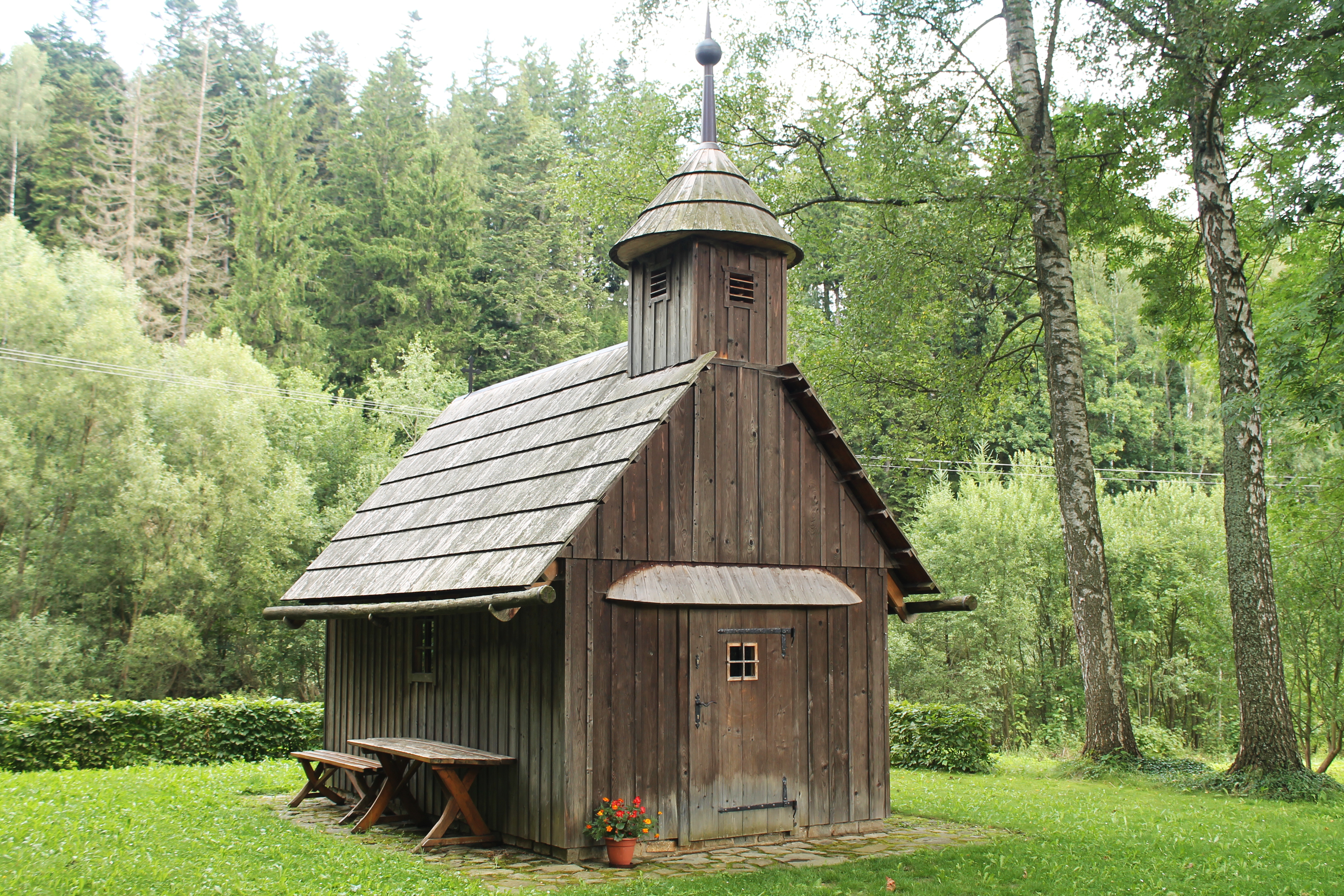
Schnaubelskapelle

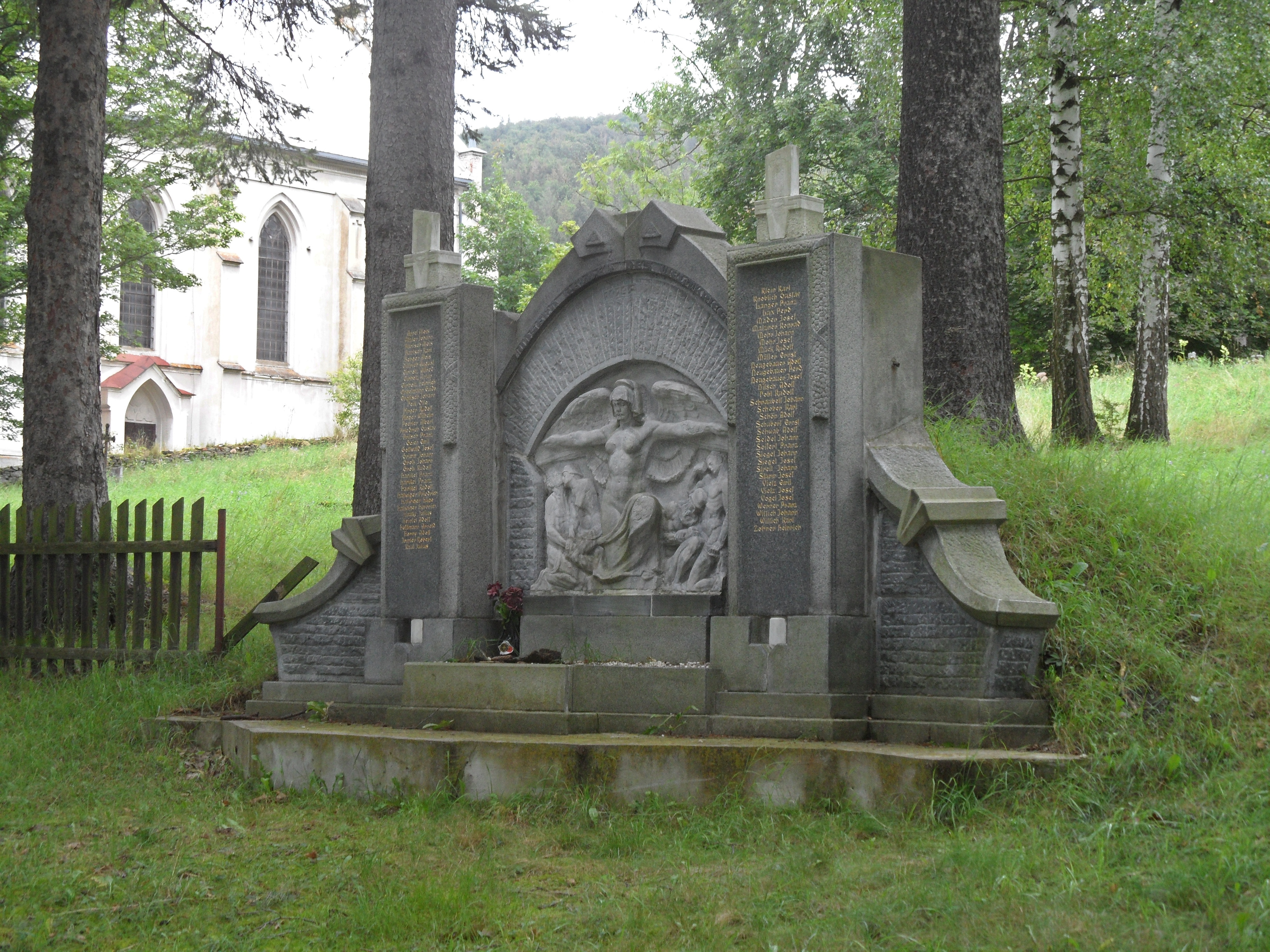
Gefallenendenkmal Erster Weltkrieg

Mnichov (deutsch Einsiedel) ist ein Ortsteil der Stadt Vrbno pod Pradědem (Würbenthal) in Tschechien. Er liegt zwei Kilometer nördlich von Vrbno pod Pradědem und gehört zum Okres Bruntál.

## Geographie
Das Reihendorf Mnichov erstreckt sich am Fuße des Altvatergebirges (Hrubý Jeseník) entlang des Unterlaufes der Černá Opava (Schwarze Oppa) bis zu deren Zusammenfluss mit der Střední Opava (Mittlere Oppa) zur Opava (Oppa). Nördlich erheben sich der Mlýnský vrch (Mühlberg, 728 m n.m.), der Čihadlo (744 m n.m.), die Tisová (Hinterer Eibenstein, 861 m n.m.) und die Jedlová (Tannenberg, 874 m n.m.), im Nordosten der Jelení vrch (874 m n.m.), östlich die Sokolí skály (Falkenstein, 846 m n.m.), der Větrník (Langeberg, 843 m n.m.) und der Huk (788 m n.m.), im Süden der Pod Vysokou (906 m n.m.) und die Vysoká hora (Hoher Berg, 1031 m n.m.), südwestlich die Zámecká hora (Schloßberg, 854 m n.m.), im Westen die Solná (Salzberg, 826 m n.m.), der Na Vydlídce (978 m n.m.) und der Loupežník (Räuberlehne, 1020 m n.m.) sowie nordwestlich der Suchý vrch (Dürrberg, 941 m n.m.) und die Sokolí skály (Quinfelsen, 950 m n.m.). Durch Mnichov verläuft die Staatsstraße II/445 zwischen Vrbno pod Pradědem und Heřmanovice (Hermannstadt). Der Ort liegt an der Grenze des Landschaftsschutzgebietes Jeseníky.
Nachbarorte sind Drakov, Horní Údolí (Obergrund), Dlouhý Vrch (Langenberg) und Heřmanovice im Norden, Zastávka, Ptáčník (Vogelgesang) und Spálené (Kuttelberg) im Nordosten, Sokolí Důl (Eiben) und die Wüstung Adamov (Adamsthal) im Osten, Hájovny (Hegerhäuser) und Zadní Ves (Hinterdorf) im Südosten, Vrbno pod Pradědem, Ludvíkov (Ludwigsthal) und Železná (Buchbergsthal) im Süden, Bílý Potok (Weißenseifen) im Südwesten, Bělá (Waldenburg) und Domašov (Thomasdorf) im Westen sowie Adolfovice (Adelsdorf), Dlouhá Hora, Dětřichov (Dittershof) und Rejvíz (Reihwiesen) im Nordwesten.

## Geschichte
Im Tal der Schwarzen Oppa führte ein mittelalterlicher Handelsweg über das Gebirge. Zum Schutz dieses Weges und auch der Grenze
zwischen dem přemyslidischen Herzogtum Troppau und dem piastischen Herzogtum Oppeln ließen die Besitzer beider Herzogtümer am Übergang vom 13. zum 14. Jahrhundert beiderseits der Grenze eine Kette von Grenzburgen anlegen, die sich von der Burg Koberstein, die Quinburg, die Drachenburg und die Doppelburg Weisenstein-Rabenstein von Norden durch die Berge bis zur Burg Fürstenwalde zog. Sämtliche dieser Burgen wurden im 15. Jahrhundert verlassen oder zerstört. Später gehörte das Tal zum bischöflichen Fürstentum Neisse, dessen Grenze zur Herrschaft Freudenthal südlich von Einsiedel entlang der Mittleren Oppa verlief.
Der Ort entstand wahrscheinlich im 16. Jahrhundert als Ansiedlung von Berg- und Hüttenleuten bei einem um 1500 errichteten Eisenhammer. Er wurde 1566 erstmals als Ansydl erwähnt, als der Breslauer Fürstbischof Kaspar von Logau den Hammer einschließlich der Siedlung kaufte. 1576 erhielt der seitdem erweiterte Ort eine eigene Scholtisei. Seit 1581 lässt sich der Ortsname Einsiedel nachweisen. 1586 wurden eine Glashütte und ein Hammerwerk erwähnt. Im Jahre 1653 bestand das Dorf Ein Siedel aus einem Erbrichter, zehn Gärtnern, 15 Häuslern, einer Mühle und einer Glashütte. 1661 verpachtete Fürstbischof Leopold Wilhelm von Österreich die Einsiedler Glashütte auf drei Jahre; unter seinem Nachfolger Karl Joseph von Österreich verkaufte das Bistum die Glashütte 1664 an den Glashüttenmeister Elias Zenker. Später setzte dessen Sohn Anton Zenker den Glashüttenbetrieb mit wenig Erfolg fort und stellte den Betrieb schließlich ein.
Die ersten Kirchenbücher wurden 1681 in Hermannstadt geführt. Wegen des weiten und im Winter oft unpassierbaren Weges nach Hermannstadt ließ die Gemeinde im Jahre 1716 in Einsiedel eine eigene steinerne Kirche errichten, die Mariä Heimsuchung gewidmet wurde. Ab 1735 war ein Kaplan von Hermannstadt nach Einsiedel versetzt, der vor Ort auch die Kirchenbücher führte. Als Wohnung für diesen wurde 1762 eine Kaplanei errichtet. Im Jahre 1784 wurde in Einsiedel eine Lokalie und die Bezahlung des Lokalkaplans aus dem Religionsfonds aufgestockt.
An der Oppa gegenüber von Würbenthal wurde im 18. Jahrhundert eine Drahthütte betrieben. Nachdem Fürstbischof Philipp Gotthard von Schaffgotsch 1770 nahe der Grenze an der Mittleren Oppa einen neuen Eisenhammer errichten ließ, entstand dort in den 1790er Jahren die Kolonie Hammerdorf, die 1795 als eigene Ortsgemeinde von Einsiedel abgetrennt wurde und den Namen Buchbergsthal erhielt.
Im Jahre 1835 bestand das zum fürstbischöflichen Amt Zuckmantel gehörige Dorf Einsiedel aus 241 überwiegend hölzernen Häusern mit 1531 deutschsprachigen und katholischen Einwohnern, die sich ihren Lebensunterhalt durch Garnspinnen, Zwirnen und Bleichen, Arbeit in den umliegenden Bergwerken und Hütten, Holzschlagen, Köhlerei und Kalkbrennerei sowie Kalk- und Garnhandel verdienten. Die Landwirtschaft spielte wegen der kalten steinigen Böden, auf denen nur Hafer, Flachs und Klee gedieh, nur eine untergeordnete Rolle. Im Ort gab es eine Lokalkirche, ein Kaplanei, eine Schule, eine Erbscholtisei, mehrere Freigüter, sechs Garnbleichen, drei Mahlmühlen, drei Brettsägen, eine Ölpresse. Außerdem wurden mehrere Kalksteinbrüche, der größte durch den Erbschulzen, betrieben. Zu Einsiedel konskribiert waren die Kolonie Wolfseifen sowie drei Häuser von Gabel. Die Nutzfläche umfasste 8945 Joch Wald, 930 Joch Trisch- und Ackerland, 48 Joch Wiesenland und 29 Joch Hutweiden. Einsiedel war Pfarrort für Buchbergsthal, Gabel und Wolfseifen. Bis zur Mitte des 19. Jahrhunderts blieb Einsiedel dem Fürstentum Neisse untertänig.
Nach der Aufhebung der Patrimonialherrschaften bildete Einsiedel ab 1849 eine Gemeinde mit den Ortsteilen Buchbergsthal, Gabel und Wolfseifen im Gerichtsbezirk Zuckmantel. 1857 entstand neben der Kirche eine Wasserheilanstalt, in der Herzkrankheiten und Rheumatismus mit Bädern und Moorpackungen behandelt wurden. 1869 wurde Einsiedel dem Bezirk Freudenthal und Gerichtsbezirk Würbenthal zugeordnet. Zu dieser Zeit hatte das Dorf 2183 Einwohner und bestand aus 256 Häusern. Um 1870 errichteten die Barmherzigen Schwestern vom hl. Karl Borromäus in Einsiedel ein Kloster. Im Jahre 1877 löste sich Buchbergsthal einschließlich der Weiler und Einschichten Gabel, Steinseifen, Wolfsseifen und Zainhütte, von Einsiedel los und bildete eine eigene Gemeinde. Zwischen 1875 und 1878 wurde auf einem erhöhten Platz unweit der alten Kirche eine neue Kirche erbaut und südlich davon ein neuer großer Friedhof angelegt. Nach deren Fertigstellung erfolgte der Abbruch der alten barocken Kirche. 1878 übernahmen die Borromäerinnen die Wasserheilanstalt. Zum Ende des 19. Jahrhunderts bestanden in Einsiedel vier Sägemühlen, drei Mahlmühlen, zwölf Bleichen, eine Brauerei, eine Brennerei, eine Ölpresse, einen Kalkofen und Kalkbrüche. Ein Hochwasser der Oppa und ihrer Quellflüsse hinterließ 1903 in Einsiedel schwere Schäden. Im Jahre 1900 lebten in der Gemeinde Einsiedel 2213 Personen, 1910 waren es 2262. In der Wasserheilanstalt wurden im Jahre 1910 über 600 Patienten behandelt; im gleichen Jahr erfolgte ein Umbau und Erweiterung der Heilanstalt auf das Areal der ehemaligen Kirche. Nach dem Zusammenbruch der k.k. Monarchie wurde die Gemeinde 1918 Teil der neu gebildeten Tschechoslowakei. Der Niedergang der Eisenindustrie führte zu einer Abwanderung. Beim Zensus von 1921 lebten in den 285 Häusern der Gemeinde Einsiedel mit den Weilern und Einschichten Kuckuck, Langeberg, Johannesbaude, Josefhammer, Marienbaude und Stillstand 1966 Personen, darunter 1922 Deutsche und sechs Tschechen.  1924 wurde der tschechische Ortsname Mnichov eingeführt. Im Jahre 1930 umfasste Einsiedeleine Fläche von 4093 ha, bestand aus 302 Häusern und hatte 2214 Einwohner; 1939 waren es 2097. In der Mitte der 1930er Jahre wurde nördlich und östlich von Einsiedel eine doppelte leichte Befestigungslinie des Tschechoslowakischen Walls errichtet.
Nach dem Münchner Abkommen wurde die Gemeinde 1938 dem Deutschen Reich zugesprochen und gehörte bis 1945 zum Landkreis Freudenthal. Nach dem Ende des Zweiten Weltkrieges wurde Mnichov wieder Teil der Tschechoslowakei. Die deutschsprachige Bevölkerung wurde 1946 größtenteils vertrieben und der Ort mit Tschechen besiedelt. Im Jahre 1950 lebten in den 327 Wohnhäusern von Mnichov nur noch 772 Personen. Im Zuge der Gemeindegebietsreform von 1960 wurde Mnichov nach Vrbno pod Pradědem eingemeindet. Im Jahre 1970 hatte das Dorf 976 Einwohner. 1991 bestand Mnichov aus 201 Wohnhäusern und hatte 907 Einwohner. Beim Zensus von 2011 lebten in den 246 Häusern von Mnichov 730 Personen.

## Legende über die Entstehung des Ortes
Gelegentlich wird die Entstehung des Ortes mit einer Einsiedelei und einem angeblichen Raubrittersitz auf der Burg Fürstenwalde in Verbindung gebracht. Die dem zugrunde liegende Sage hat jedoch keine historische Grundlage.

## Gemeindegliederung
Zu Mnichov gehören die Berghütte Mariina bouda (Marienbaude) sowie die Ortslagen Kukačka (Kuckuck) und Zastávka (Stillstand).
Der Ortsteil bildet den Katastralbezirk  Mnichov pod Pradědem.

## Söhne und Töchter des Ortes
- Josef Lowag (1849–1911), sudetenschlesischer Mundartdichter

## Sehenswürdigkeiten
- Kirche Mariä Heimsuchung, neugotischer Bau aus den Jahren 1875–1878, südlich davon befindet sich der Friedhof
- Schnaubelskapelle, die Mariä Himmelfahrt gewidmete Holzkapelle steht im Oberdorf am rechten Unterlauf des Suchý potok (Dürrgraben). Sie entstand wahrscheinlich im 17. Jahrhundert und wurde 1975 abgerissen. 2012 erfolgte der originalgetreue Wiederaufbau am heutigen Standort.
- Nischenkapelle des hl. Johannes von Nepomuk, bei der Kirche über der Quelle des Heilbades
- Denkmal für die Gefallenen des Ersten Weltkrieges, an der unteren Friedhofsmauer
- Ehemaliges Borromäerinnenkloster mit Wasserheilanstalt, in den aus dem Jahre 1910 stammenden Gebäuden ist heute ein Seniorenheim  untergebracht
- Geschnitzte Holzskulptur eines Mönches und hölzerner Glockenbaum im Park im Ortszentrum
- Haus Nr. 23, ehemalige Scholtisei
- Bunkerlinie des Tschechoslowakischen Walls
- Doppelburg Weisenstein-Rabenstein, westlich des Dorfes auf dem Loupežník
- Burgruine Quinburk, nordwestlich von Mnichov auf den Sokolí skály
- Burgruine Drakov, nördlich des Dorfes